# حوار التعاون الآسيوي
حوار التعاون الآسيوي (ACD) منظمة حكومية دولية تم إنشاؤها في 18 يونيو 2002 لتعزيز التعاون الآسيوي على مستوى القارة، والمساعدة في إدماج منظمات إقليمية منفصلة مثل آسيان ورابطة جنوب آسيا للتعاون الإقليمي و‌مجلس التعاون الخليجي و‌الاتحاد الاقتصادي الأوروآسيوي.

## تاريخ
هو الهدف الرئيسي لرئيس الوزراء التايلاندي السابق لتشكيل حوار التعاون الآسيوي أو سلف الاتحاد الآسيوي. الدول الأعضاء الرئيسية في حوار التعاون الآسيوي هي الكويت، وباكستان، والبحرين، وسريلانكا، وتركيا، وإندونيسيا، وتايلاند، والصين واليابان، التي تسمى بالدول التسعة الكبرى لحوار التعاون الآسيوي.
أثيرت فكرة حوار التعاون الآسيوي في المؤتمر الدولي الأول للأحزاب السياسية الآسيوية (الذي عقد في مانيلا في الفترة من 17–20 سبتمبر 2000) من طرف سوراكيارت ساثيراثاي، نائب زعيم حزب تاي راك تاي المنحل حالياً، نيابةَ عن زعيم حزبه، تاكسين شيناواترا، رئيس وزراء تايلاند حينها. واقترح أن آسيا كقارة ينبغي أن يكون لها منتدى لمناقشة التعاون على نطاق آسيا.وبعدها، طرحت فكرة حوار التعاون الآسيوي رسمياً خلال اجتماع وزراء خارجية آسيان الرابع والثلاثين في هانوي، 23–24 يوليو 2001 وفي معتكف وزراء خارجية آسيان في بوكيت، 20–21 فبراير 2002.
الاجتماعات الوزارية
- الاجتماع الوزاري الأول لحوار التعاون الآسيوي: 18–19 يونيو 2002 في تشا آم، تايلاند
- الاجتماع الوزاري الثاني لحوار التعاون الآسيوي: 21–22 يونيو 2003 في تشيانغ مي، تايلاند
- الاجتماع الوزاري الثالث لحوار التعاون الآسيوي: 21–22 يونيو 2004 في تشينغداو، جمهورية الصين الشعبية
- الاجتماع الوزاري الرابع لحوار التعاون الآسيوي: 4–6 أبريل 2005 في إسلام آباد، باكستان
- الاجتماع الوزاري الخامس لحوار التعاون الآسيوي: 23–24 مايو 2006 في الدوحة، قطر
- الاجتماع الوزاري السادس لحوار التعاون الآسيوي: 5–6 يونيو 2007 في سيئول، كوريا الجنوبية
- الاجتماع الوزاري السابع لحوار التعاون الآسيوي: 16–17 أكتوبر 2008 في أستانا، كازاخستان
- الاجتماع الوزاري الثامن لحوار التعاون الآسيوي: 15–16 أكتوبر 2009 في كولومبو، سريلانكا
- الاجتماع الوزاري التاسع لحوار التعاون الآسيوي: 8–9 نوفمبر 2010 في طهران، إيران
- الاجتماع الوزاري العاشر لحوار التعاون الآسيوي: 10–11 أكتوبر 2012 في مدينة الكويت، الكويت
- الاجتماع الوزاري الحادي عشر لحوار التعاون الآسيوي: 29 مارس 2013 في دوشنبه، طاجيكستان
- الاجتماع الوزاري الثاني عشر لحوار التعاون الآسيوي: 26 نوفمبر 2013 في المنامة، البحرين
- الاجتماع الوزاري الثالث عشر لحوار التعاون الآسيوي: 25 نوفمبر 2014 في الرياض، السعودية

## الأهداف
1. تعزيز الترابط بين الدول الآسيوية في جميع مجالات التعاون من خلال تحديد نقاط القوة المشتركة وفرص آسيا التي سوف تساعد على الحد من الفقر وتحسين نوعية حياة الشعوب الآسيوية مع تطوير مجتمع قائم على المعرفة في آسيا وتعزيز المجتمع وتمكين الناس؛
2. توسيع التجارة والأسواق المالية في آسيا و زيادة القوة التفاوضية للبلدان الآسيوية بدلاً من المنافسة، وبالتالي، تعزيز القدرة التنافسية الاقتصادية في آسيا في السوق العالمية؛
3. أن تكون بمثابة الحلقة المفقودة في التعاون الآسيوي بالاستفادة من الإمكانات ونقاط القوة عن طريق التكميل واستكمال الأطر التعاونية القائمة في آسيا كي تصبح شريكاً صالحاً لمناطق أخرى؛
4. تحويل القارة الآسيوية في نهاية المطاف إلى جماعة آسيوية، قادرة على التواصل مع بقية العالم على قدم المساواة والمساهمة بصورة أكثر إيجابية نحو السلام المتبادل والرخاء.

## الدول الأعضاء

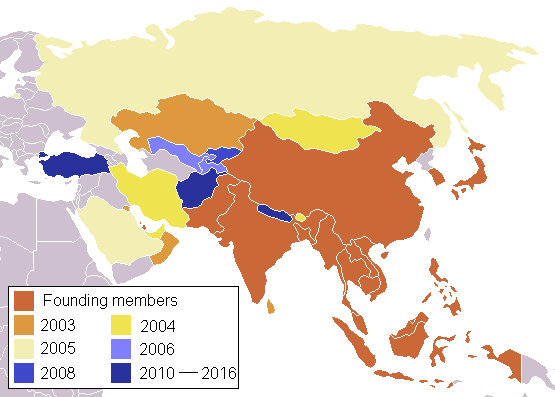
عضوية وتوسع حوار التعاون الآسيوي

تم تأسيس حوار التعاون الآسيوي من قبل 18 عضواً. وتتكون المنظمة منذ مارس عام 2016، من 34 دولة على النحو المبين أدناه (بما في ذلك جميع الأعضاء الحاليين في آسيان ومجلس التعاون الخليجي). عضوية متداخلة لمنظمة إقليمية بالخط المائل.
| الاسم                    | تاريخ الانضمام | المنظمة الإقليمية                                                                        |
| ------------------------ | -------------- | ---------------------------------------------------------------------------------------- |
| أفغانستان                | 17 أكتوبر 2012 | رابطة جنوب آسيا للتعاون الإقليمي، منظمة التعاون الاقتصادي                                |
| البحرين                  | 18 يونيو 2002  | مجلس التعاون الخليجي، جامعة الدول العربية                                                |
| بنغلاديش                 | 18 يونيو 2002  | رابطة جنوب آسيا للتعاون الإقليمي، بيمستيك                                                |
| بوتان                    | 27 سبتمبر 2004 | رابطة جنوب آسيا للتعاون الإقليمي، بيمستيك                                                |
| بروناي                   | 18 يونيو 2002  | آسيان                                                                                    |
| كمبوديا                  | 18 يونيو 2002  | آسيان، ميكونغ-غانغا التعاونية                                                            |
| الصين                    | 18 يونيو 2002  | منظمة شانغهاي للتعاون                                                                    |
| الهند                    | 18 يونيو 2002  | رابطة جنوب آسيا للتعاون الإقليمي، بيمستيك، ميكونغ–غانغا التعاونية, منظمة شانغهاي للتعاون |
| إندونيسيا                | 18 يونيو 2002  | آسيان                                                                                    |
| إيران                    | 21 يونيو 2004  | منظمة التعاون الاقتصادي                                                                  |
| اليابان                  | 18 يونيو 2002  | —                                                                                        |
| كازاخستان                | 21 يونيو 2003  | رابطة الدول المستقلة، منظمة التعاون الاقتصادي                                            |
| كوريا الجنوبية           | 18 يونيو 2002  | —                                                                                        |
| الكويت                   | 21 يونيو 2003  | مجلس التعاون الخليجي، جامعة الدول العربية                                                |
| قرغيزستان                | 16 أكتوبر 2008 | رابطة الدول المستقلة، منظمة التعاون الاقتصادي, منظمة شانغهاي للتعاون                     |
| لاوس                     | 18 يونيو 2002  | آسيان، ميكونغ-غانغا التعاونية                                                            |
| ماليزيا                  | 18 يونيو 2002  | آسيان                                                                                    |
| منغوليا                  | 21 يونيو 2004  | —                                                                                        |
| ميانمار                  | 18 يونيو 2002  | آسيان، بيمستيك، ميكونغ-غانغا التعاونية                                                   |
| نيبال                    | 10 مارس 2016   | رابطة جنوب آسيا للتعاون الإقليمي، بيمستيك                                                |
| عُمان                     | 21 يونيو 2003  | مجلس التعاون الخليجي، جامعة الدول العربية                                                |
| باكستان                  | 18 يونيو 2002  | رابطة جنوب آسيا للتعاون الإقليمي، منظمة التعاون الاقتصادي, منظمة شانغهاي للتعاون         |
| فلسطين                   | 1 مايو 2019    | جامعة الدول العربية                                                                      |
| الفلبين                  | 18 يونيو 2002  | آسيان                                                                                    |
| قطر                      | 18 يونيو 2002  | مجلس التعاون الخليجي، جامعة الدول العربية                                                |
| روسيا                    | 4 أبريل 2005   | رابطة الدول المستقلة، مجلس أوروبا                                                        |
| السعودية                 | 4 أبريل 2005   | مجلس التعاون الخليجي، جامعة الدول العربية                                                |
| سنغافورة                 | 18 يونيو 2002  | آسيان                                                                                    |
| سريلانكا                 | 21 يونيو 2003  | رابطة جنوب آسيا للتعاون الإقليمي، بيمستيك                                                |
| طاجيكستان                | 5 يونيو 2006   | رابطة الدول المستقلة، منظمة التعاون الاقتصادي, منظمة شانغهاي للتعاون                     |
| تايلاند                  | 18 يونيو 2002  | آسيان، بيمستيك، ميكونغ-غانغا التعاونية                                                   |
| تركيا                    | 26 سبتمبر 2013 | مجلس أوروبا، منظمة التعاون الاقتصادي, حلف شمال الأطلسي                                   |
| الإمارات العربية المتحدة | 21 يونيو 2004  | مجلس التعاون الخليجي، جامعة الدول العربية                                                |
| أوزبكستان                | 5 يونيو 2006   | رابطة الدول المستقلة، منظمة التعاون الاقتصادي, حلف شمال الأطلسي                          |
| فيتنام                   | 18 يونيو 2002  | آسيان، ميكونغ-غانغا التعاونية                                                            |

1. ↑  تم تأكيد طلب عضوية إضافي أخيراً في اجتماع إفطار حوار التعاون الآسيوي في 27 سبتمبر 2004
2. 1 2 3  تقع جزئياً في أوروبا.
3. ↑  تركيا مرشحة للانضمام إلى الاتحاد الأوروبي منذ عام 1999.

## مزيد من القراءة
- Why We Need an Asian Union نسخة محفوظة 29 سبتمبر 2007 على موقع واي باك مشين.
- European Policy Centre (2005-01): EU and Asian Integration Processes Compared نسخة محفوظة 27 سبتمبر 2007 على موقع واي باك مشين.
- The Guardian (2005-04-12): Hopes and Fears of an Asian Union
- International Herald Tribune (2005-06-18): Toward an 'Asian Union'?
- Asia Times (2005-10-01): Hedging China with FTAs
- International Herald Tribune (2005-12-16): An Asian Union? Not Yet
- Bangkok Post (2006-05-19): Towards a Truly Pan-Asian Community
- China Daily (2007-04-21): Asian Integration Still a Long Way Off
- Tehran Times (2010-03-14): Ahmadinejad Proposes Establishment of Asian Union

## روابط خارجية
- Asia Cooperation Dialogue
- Asia Regional Integration Center
- Association for Asian Union نسخة محفوظة 1 أكتوبر 2016 على موقع واي باك مشين.
- Boao Forum for Asia
- New Asia Forum نسخة محفوظة 29 نوفمبر 2020 على موقع واي باك مشين.
- Society for Asian Integration